# East Woodyates
East Woodyates var en civil parish från 1858 till 1933 då den blev en del av Pentridge, i grevskapet Dorset, i England. Civil parish var belägen 20 km från Blandford Forum och hade 0 invånare år 1931.